# Godefroi al II-lea de Lotharingia Inferioară
Godefroi al II-lea (n. 965–d. 1023) (numit cel Fără Copii) a fost conte de Verdun de la moartea tatălui său din 1002 și duce de Lotharingia după moartea din 1012 a ducelui Carolingian Otto, care a murit fără urmași.  
Godefroi era fiul contelui Godefroi I de Verdun, căruia i-a succedat la conducerea comitatului. El a fost apoi numit duce de către împăratul Henric al II-lea, la îndemnul lui Gerard, episcop de Cambrai. Alegerea sa ca duce avea la bază nevoia unei mâini puternice sub aspect militar care să restabilească pacea în Lotharingia și să stabilizeze frontiera cu Franța. De asemenea, un motiv îl constituia faptul că Godefroi era din Lorena Superioară, astfel încât nu avea niciun interes să participe în disputele feudale din Lorena Inferioară, precum și faptuil că era loial față de Ottonieni. De asemenea, el se bucura de sprijinul fraților săi: margraful Gothelo (margraf de Anvers), și Herman (margraf de Ename și (landgraf de Brabant).
În 1012, el a acordat stăpânirea asupra Verdunului către fratele său Frederic. Cu toate acestea, Godefroi a fost nevoit să lupta împotriva câtorva oponenți față de pretențiile sale ducale: conții Lambert I de Leuven, cumnat al lui Otto, și Reginar al IV-lea de Mons. La Florennes, în 12 septembrie 1015, Godefroi i-a înfrânt pe cei doi, omorându-l pe Lambert și forțîndu-l pe Reginar să încheie pace.
Ulterior, Reginar s-a căsătorit cu nepoata lui Godefroi, Matilda (fiica lui Herman de Ename) și a succedat socrului său în partea sudică a Brabantului (ulterior, parte a Hainaut).
Mai târziu, Godefroi s-a aflat în luptă cu Gerard, contele de Metz. În 27 august 1017, el a obținut victoria, în pofida inferiorității numerice.
De asemenea, el a fost comandantul armatei imperial care a suferit înfrângerea de la Vlaardingen în fața contelui Dirk al III-lea de Olanda în 29 iulie 1018.
El a fost succedat la conducerea ducatului de Lotharingia de către mai tânărul său frate, Gothelo I de Lorena. 
1. 1 2 3 4 5 6 7 8 9 10 11  Medieval Lands